# Leptophobia cinerea
Leptophobia cinerea is een vlindersoort uit de familie van de Pieridae (witjes), onderfamilie Pierinae.
Leptophobia cinerea werd in 1867 beschreven door Hewitson.